# Liste der Monuments historiques in Neufchâteau
Die Liste der Monuments historiques in Neufchâteau führt die Monuments historiques in der französischen Gemeinde Neufchâteau auf.

## Liste der Immobilien
| Bezeichnung                                                  | Beschreibung | Standort                                                    | Kennzeichnung | Schutzstatus           | Datum          | Bild           |
| ------------------------------------------------------------ | --- | ----------------------------------------------------------- | ------------- | ---------------------- | -------------- | -------------- |
| Städtisches Theater                                          | 1830 erbaut | Neufchâteau, 1bis rue de la Comédie (Lage)                  | PA00107217    | Classé Inscrit         | 1983           | weitere Bilder |
| Wohnhaus                                                     | um 1780 auf Kellern des 16. Jahrhunderts erbaut, Portal bezeichnet 1822                                                      | Neufchâteau, 17 rue Neuve (Lage)                            | PA88000014    | Inscrit                | 2000           | weitere Bilder |
| Wohnhaus                                                     | Vorderhaus vom Anfang des 18. Jahrhunderts, Hinterhaus bezeichnet 1537; Ausstattung im Erdgeschoss des Vorderhauses erhalten | Neufchâteau, 3 rue Saint-Nicolas (Lage)                     | PA88000018    | Inscrit                | 2000           | weitere Bilder |
| Wohnhaus                                                     | 1760 erbaut; Ausstattung im Erdgeschoss und Einfriedung erhalten                                                             | Neufchâteau, 1 avenue de Herringen (Lage)                   | PA88000010    | Inscrit                | 2000           | weitere Bilder |
| Wohnhaus                                                     | im 18. Jahrhundert auf Kellern des 15. oder 16. Jahrhunderts erbaut                                                          | Neufchâteau, 8 place Jeanne d’Arc (Lage)                    | PA88000011    | Inscrit                | 2000           | weitere Bilder |
| Wohnhaus                                                     | gegen Ende des 18. Jahrhunderts erbaut, 1807 erweitert                                                                       | Neufchâteau, 25 place Jeanne d’Arc (Lage)                   | PA88000013    | Inscrit                | 2000           | weitere Bilder |
| Wohnhaus                                                     | in der ersten Hälfte des 18. Jahrhunderts auf Kellern des 16. Jahrhunderts erbaut                                            | Neufchâteau, 7 rue Saint-Nicolas (Lage)                     | PA88000017    | Inscrit                | 2000           | weitere Bilder |
| Kapelle Saint-Esprit                                         | 1261 erbaut | Neufchâteau, avenue du Président-Kennedy (Lage)             | PA00107213    | Inscrit                | 1922           | weitere Bilder |
| Maison des Goncourt                                          | in der zweiten Hälfte des 18. Jahrhunderts auf Kellern des 16. Jahrhunderts erbaut                                           | Neufchâteau, 2 place Jeanne-d’Arc (Lage)                    | PA00107215    | Inscrit Classé Inscrit | 1933 1980 2019 | weitere Bilder |
| Wegekreuz                                                    | Stein, 16. Jahrhundert | Noncourt, Grande Rue (Lage)                                 | PA00107218    | Classé                 | 1910           |                |
| Wohnhaus                                                     | bezeichnet 1777; Ausstattung im Erdgeschoss erhalten                                                                         | Neufchâteau, 21 avenue du Président-Kennedy (Lage)          | PA88000020    | Inscrit                | 2000           |                |
| Wohnhaus                                                     | aus dem 18. Jahrhundert; Ausstattung im Erdgeschoss erhalten                                                                 | Neufchâteau, 21 place Jeanne-d’Arc (Lage)                   | PA88000012    | Inscrit                | 2000           | weitere Bilder |
| Kirche St-Christophe                                         | aus der ersten Hälfte des 13. Jahrhunderts                                                                                   | Neufchâteau, rue Saint-Christophe (Lage)                    | PA00107211    | Classé                 | 1908           | weitere Bilder |
| Denkmal für die Gefallenen des Deutsch-französischen Krieges | Bronzeskulptur von Eugène-Jean Boverie auf Granitsockel, 1900 eingeweiht                                                     | Neufchâteau, avenue du Général-de-Gaulle (Lage)             | PA88000015    | Inscrit                | 2000           |                |
| Wohnhäuser                                                   | Ensemble aus vier Gebäuden, um 1750 erbaut                                                                                   | Neufchâteau, 31 rue Saint-Jean, 12 rue de la Comédie (Lage) | PA88000016    | Inscrit                | 2000           | weitere Bilder |
| Herrenhaus                                                   | 1574 errichtet, im 17. und 18. Jahrhundert umgebaut und erweitert, Nebengebäude aus dem 19. Jahrhundert                      | Rouceux, 2 rue du Pressoir (Lage)                           | PA88000019    | Inscrit                | 2000           |                |
| Wohnhaus                                                     | Vorderhaus gegen Ende des 18. Jahrhunderts erbaut, Hinterhaus vermutlich älter                                               | Neufchâteau, 19 rue Neuve (Lage)                            | PA88000022    | Inscrit                | 2000           | weitere Bilder |
| Hôtel de Ville                                               | ehemals Hôtel de Houdreville; zwischen 1578 und 1594 erbaut, im 18. und 19. Jahrhundert umgebaut                             | Neufchâteau, 28 rue Saint-Jean (Lage)                       | PA00107214    | Classé                 | 1908 1981      | weitere Bilder |
| Kapelle des Priorats Notre-Dame                              | Apsis der Klosterkirche, erste Hälfte des 12. Jahrhunderts                                                                   | Neufchâteau, 15 place Carrière (Lage)                       | PA00107216    | Classé                 | 1932           |                |
| Wohnhaus                                                     | aus der ersten Hälfte des 18. Jahrhunderts; mit Ausstattung                                                                  | Neufchâteau, 3 place Carrière (Lage)                        | PA88000008    | Inscrit                | 2000           |                |
| Wohnhaus                                                     | vom Anfang des 18. Jahrhunderts; mit Ausstattung                                                                             | Neufchâteau, 13 rue de la Comédie (Lage)                    | PA88000009    | Inscrit                | 2000           | weitere Bilder |
| Hôtel de la Sous-Préfecture                                  | ehemaliges Hôpital Saint-Jean-de-Jerusalem; aus dem 16. bis 18. Jahrhundert                                                  | Neufchâteau, 26 rue Saint-Jean (Lage)                       | PA88000021    | Inscrit                | 2000           | weitere Bilder |
| Kloster der Congrégation Notre-Dame                          | zwischen 1760 und 1762 erbaut, ab 1798 Gerichtsgebäude                                                                       | Neufchâteau, 26 place Jeanne-d'Arc (Lage)                   | PA88000048    | Inscrit                | 2012           | weitere Bilder |
| Kirche St-Nicolas                                            | ab dem 12. Jahrhundert; mit Krypta                                                                                           | Neufchâteau, place Saint-Nicolas (Lage)                     | PA00107212    | Classé                 | 1908           | weitere Bilder |
| Brücke                                                       | 1788 gebaut | Rollainville, Grande Rue (Lage)                             | PA00107266    | Classé                 | 1984           |                |
| Kirche St-Rémy                                               | Chorturm mit Apsis, 12. Jahrhundert; Schiff mit Westchor zwischen 1861 und 1864 erbaut                                       | Rollainville, rue de l’Église (Lage)                        | PA00107265    | Classé                 | 1910           | weitere Bilder |
| Flurkreuz                                                    | Stein, 16. Jahrhundert | Rollainville, nordöstlich des Ortes (Lage)                  | PA00107264    | Classé                 | 1908           |                |

## Liste der Objekte
| Bezeichnung                                          | Beschreibung | Standort                                                   | Kennzeichnung | Schutzstatus | Datum     | Bild |
| ---------------------------------------------------- | --- | ---------------------------------------------------------- | ------------- | ------------ | --------- | ---- |
| Kanzel                                               | Holz, bezeichnet 1773                                                                                                 | Neufchâteau, in der Kirche St-Nicolas (Lage)               | PM88001168    | Classé       | 2008      |      |
| Orgel                                                | Ensemble aus PM88000634 und PM88001152                                                                                | Neufchâteau, in der Kirche St-Christophe (Lage)            | PM88001151    | Classé       | 1984 2005 |      |
| Orgelprospekt                                        | vor 1653 von Jean Treuillot gebaut, 1689 von Joseph Gérardin erweitert                                                | Neufchâteau, in der Kirche St-Christophe (Lage)            | PM88001152    | Classé       | 2005      |      |
| Instrumentalteil der Orgel                           | vor 1653 von Jean Treuillot gebaut, 1689 von Joseph Gérardin erweitert                                                | Neufchâteau, in der Kirche St-Christophe (Lage)            | PM88000634    | Classé       | 1984      |      |
| Grabstein für Pierre Woeiriot und Marguerite Adam    | Stein, erste Hälfte des 16. Jahrhunderts                                                                              | Neufchâteau, in der Kirche St-Christophe (Lage)            | PM88000596    | Classé       | 1907      |      |
| Adlerpult                                            | Holz, vergoldet, Schmiedeeisen, 18. Jahrhundert                                                                       | Neufchâteau, in der Kirche St-Christophe (Lage)            | PM88000597    | Classé       | 1907      |      |
| Skulpturengruppe Anna selbdritt                      | Holz, farbig gefasst, 18. Jahrhundert                                                                                 | Neufchâteau, in der Kirche St-Christophe (Lage)            | PM88000600    | Classé       | 1907      |      |
| Relief Anbetung der Könige                           | Stein, 16. Jahrhundert                                                                                                | Neufchâteau, in der Kirche St-Christophe (Lage)            | PM88000601    | Classé       | 1925      |      |
| Skulpturengruppe Grablegung                          | Stein, farbig gefasst, 15. Jahrhundert                                                                                | Neufchâteau, in der Kirche St-Nicolas (Lage)               | PM88000606    | Classé       | 1905      |      |
| Retabel Notre-Dame des Chaînes                       | Stein, Ende des 16. Jahrhunderts, aus der Schule von Ligier Richier                                                   | Neufchâteau, in der Kirche St-Nicolas (Lage)               | PM88000610    | Classé       | 1907      |      |
| Acht Prozessionsstäbe                                | Ensembles aus PM88001625 bis PM88001632                                                                               | Neufchâteau, in der Kirche St-Nicolas (Lage)               | PM88001624    | Inscrit      | 2007      |      |
| Prozessionsstab Heilige Anna und Maria (1)           | Holz, farbig gefasst, 18. Jahrhundert                                                                                 | Neufchâteau, in der Kirche St-Nicolas (Lage)               | PM88001625    | Inscrit      | 2007      |      |
| Prozessionsstab Heilige Anna und Maria (2)           | Holz, farbig gefasst, 18. Jahrhundert                                                                                 | Neufchâteau, in der Kirche St-Nicolas (Lage)               | PM88001626    | Inscrit      | 2007      |      |
| Prozessionsstab Maria Immaculata                     | Holz, farbig gefasst, 18. Jahrhundert                                                                                 | Neufchâteau, in der Kirche St-Nicolas (Lage)               | PM88001627    | Inscrit      | 2007      |      |
| Prozessionsstab Petrus und Paulus                    | Holz, farbig gefasst, 18. Jahrhundert                                                                                 | Neufchâteau, in der Kirche St-Nicolas (Lage)               | PM88001628    | Inscrit      | 2007      |      |
| Prozessionsstab Heiliger Nikolaus                    | Holz, farbig gefasst, 18. Jahrhundert                                                                                 | Neufchâteau, in der Kirche St-Nicolas (Lage)               | PM88001629    | Inscrit      | 2007      |      |
| Prozessionsstab Heiliger Eliphius                    | Holz, farbig gefasst, 18. Jahrhundert                                                                                 | Neufchâteau, in der Kirche St-Nicolas (Lage)               | PM88001630    | Inscrit      | 2007      |      |
| Prozessionsstab Madonna mit zwei Engeln              | Holz, farbig gefasst, 18. Jahrhundert                                                                                 | Neufchâteau, in der Kirche St-Nicolas (Lage)               | PM88001631    | Inscrit      | 2007      |      |
| Prozessionsstab Heiliger Bartholomäus                | Holz, farbig gefasst, 18. Jahrhundert                                                                                 | Neufchâteau, in der Kirche St-Nicolas (Lage)               | PM88001632    | Inscrit      | 2007      |      |
| Glocke der Hospitalkapelle                           | Bronze, 1839 gegossen                                                                                                 | Rouceux, im Kloster Saint-Esprit (Lage)                    | PM88001641    | Inscrit      | 2006      |      |
| Schrein des heilgen Eliphius                         | Holz, farbig gefasst und vergoldet, 18. Jahrhundert                                                                   | Neufchâteau, in der Kirche St-Nicolas (Lage)               | PM88001623    | Inscrit      | 2005      |      |
| Kanzel                                               | Holz, 18. Jahrhundert                                                                                                 | Neufchâteau, in der Kirche St-Christophe (Lage)            | PM88001633    | Inscrit      | 2005      |      |
| Gemälde Porträt von Justine Vivenot                  | Ölfarbe auf Leinwand, Ende des 18. Jahrhunderts                                                                       | Rouceux, im Kloster Saint-Esprit (Lage)                    | PM88001649    | Inscrit      | 2006      |      |
| Gemälde Porträt des Abbé Durand                      | Ölfarbe auf Leinwand, 1869                                                                                            | Rouceux, im Kloster Saint-Esprit (Lage)                    | PM88001652    | Inscrit      | 2006      |      |
| Skulptur Heilige Barbara                             | Kalkstein, farbig gefasst, um 1600                                                                                    | Neufchâteau, in der Kirche St-Christophe (Lage)            | PM88001887    | Inscrit      | 1988      |      |
| Sechs Lehnstühle, fünf Stühle und ein Spiegel        | Holz, Spiegelglas, Mitte des 19. Jahrhunderts                                                                         | Neufchâteau, im ehemaligen Gerichtsgebäude (Lage)          | PM88001640    | Inscrit      | 1991      |      |
| Kanonikerkreuz                                       | Kupfer, Email, 1862                                                                                                   | Rouceux, im Kloster Saint-Esprit (Lage)                    | PM88001648    | Inscrit      | 2006      |      |
| Gemälde Dreifachporträt von Justine Pernot           | Ölfarbe auf Leinwand, 1830                                                                                            | Rouceux, im Kloster Saint-Esprit (Lage)                    | PM88001651    | Inscrit      | 2006      |      |
| Skulptur Vierge de la Mothe                          | Darstellung der Madonna mit Kind; Stein, 15. Jahrhundert                                                              | Neufchâteau, 20 rue Saint-Jean (Lage)                      | PM88001032    | Classé       | 1982      |      |
| Skulptur Madonna mit Kind                            | Stein, 15. Jahrhundert                                                                                                | Neufchâteau, in der Kirche St-Nicolas (Lage)               | PM88000605    | Classé       | 1905      |      |
| Retabel                                              | Marmor, 17. Jahrhundert                                                                                               | Neufchâteau, in der Kirche St-Nicolas (Lage)               | PM88000607    | Classé       | 1905      |      |
| Tabernakel und Exposition                            | Holz, vergoldet, 18. Jahrhundert                                                                                      | Neufchâteau, in der Kirche St-Nicolas (Unterkirche) (Lage) | PM88000611    | Classé       | 1907      |      |
| Skulpturengruppe Mariä Verkündigung                  | Holz, farbig gefasst, versilbert und vergoldet, 18. Jahrhundert                                                       | Neufchâteau, in der Kirche St-Nicolas (Unterkirche) (Lage) | PM88000615    | Classé       | 1960      |      |
| Zwei Skulpturen: Heiliger Mauritius und ein Märtyrer | Holz, farbig gefasst, Anfang des 18. Jahrhunderts; 1984 gestohlen                                                     | Neufchâteau, in der Kirche St-Nicolas (Lage)               | PM88000619    | Classé       | 1960      |      |
| Skulptur einer betenden Heiligen                     | Holz, farbig gefasst, 18. Jahrhundert; 2014 gestohlen                                                                 | Neufchâteau, in der Kirche St-Nicolas (Unterkirche) (Lage) | PM88000621    | Classé       | 1960      |      |
| Skulptur Heiliger Eliphius                           | Holz, farbig gefasst, 18. Jahrhundert; 2014 gestohlen                                                                 | Neufchâteau, in der Kirche St-Nicolas (Unterkirche) (Lage) | PM88000622    | Classé       | 1960      |      |
| Skulptur Heiliger Sebastian                          | Holz, farbig gefasst, 18. Jahrhundert                                                                                 | Neufchâteau, in der Kirche St-Nicolas (Lage)               | PM88000623    | Classé       | 1960      |      |
| Osterleuchter                                        | Holz, vergoldet, 18. Jahrhundert                                                                                      | Neufchâteau, in der Kirche St-Nicolas (Lage)               | PM88000626    | Classé       | 1960      |      |
| Skulptur Madonna mit Kind                            | Stein, 15. Jahrhundert                                                                                                | Neufchâteau, im ehemaligen Hospital Saint-Esprit (Lage)    | PM88000632    | Classé       | 1911      |      |
| Orgel                                                | Ensemble aus PM88000636 und PM88000635                                                                                | Neufchâteau, in der Kirche St-Nicolas (Lage)               | PM88001154    | Classé       | 1980 1982 |      |
| Orgelprospekt                                        | zwischen 1682 und 1684 von Jean Treuillot gebaut, Anfang des 18. Jahrhunderts erweitert                               | Neufchâteau, in der Kirche St-Nicolas (Lage)               | PM88000635    | Classé       | 1980      |      |
| Instrumentalteil der Orgel                           | zwischen 1682 und 1684 von Jean Treuillot gebaut, Anfang des 18. Jahrhunderts erweitert, im 19. Jahrhundert verändert | Neufchâteau, in der Kirche St-Nicolas (Lage)               | PM88000636    | Classé       | 1982      |      |
| Gemälde Mariä Himmelfahrt                            | Ölfarbe auf Leinwand, vergoldeter Holzrahmen, 18. Jahrhundert                                                         | Neufchâteau, in der Kirche St-Christophe (Lage)            | PM88000603    | Classé       | 1961      |      |
| Skulptur Johannes der Täufer                         | Stein, 16. Jahrhundert                                                                                                | Neufchâteau, in der Kirche St-Nicolas (Lage)               | PM88000608    | Classé       | 1907      |      |
| Skulptur Christus                                    | Holz, farbig gefasst und vergoldet, 18. Jahrhundert; 2014 gestohlen                                                   | Neufchâteau, in der Kirche St-Nicolas (Unterkirche) (Lage) | PM88000616    | Classé       | 1960      |      |
| Skulptur Heilige Klara                               | Holz, farbig gefasst, 18. Jahrhundert                                                                                 | Neufchâteau, in der Kirche St-Nicolas (Unterkirche) (Lage) | PM88000620    | Classé       | 1960      |      |
| Weihnachtskrippe                                     | Holz, farbig gefasst, 18. Jahrhundert                                                                                 | Neufchâteau, in der Kirche St-Nicolas (Unterkirche) (Lage) | PM88000625    | Classé       | 1960      |      |
| Grabstein für François Monginot                      | Stein, 1671 | Noncourt, in der Kirche Ste-Ursule (Lage)                  | PM88000644    | Classé       | 1908      |      |
| Engelsrelief                                         | Holz, vergoldet, 18. Jahrhundert                                                                                      | Neufchâteau, im ehemaligen Gerichtsgebäude (Lage)          | PM88001639    | Inscrit      | 1991      |      |
| Kelch                                                | Silber, 18. Jahrhundert                                                                                               | Rouceux, im Kloster Saint-Esprit (Lage)                    | PM88001643    | Inscrit      | 2006      |      |
| Tablett mit Kännchen für die heiligen Öle            | Silber, erste Hälfte des 19. Jahrhunderts                                                                             | Rouceux, im Kloster Saint-Esprit (Lage)                    | PM88001645    | Inscrit      | 2006      |      |
| Reliquiar                                            | Holz, vergoldet, 18. Jahrhundert                                                                                      | Neufchâteau, in der Kirche St-Christophe (Lage)            | PM88001634    | Inscrit      | 2005      |      |
| Lesepult und Chorbänke des Karmeliterklosters        | Holz, 18. Jahrhundert                                                                                                 | Neufchâteau, im ehemaligen Gerichtsgebäude (Lage)          | PM88001638    | Inscrit      | 1991      |      |
| Hostienstanze                                        | Stahl, Holz, 18. oder 19. Jahrhundert                                                                                 | Rouceux, im Kloster Saint-Esprit (Lage)                    | PM88001647    | Inscrit      | 2006      |      |
| Skulptur Heiliger Christophorus                      | Holz, farbig gefasst und vergoldet, 18. Jahrhundert                                                                   | Neufchâteau, in der Kirche St-Christophe (Lage)            | PM88001169    | Classé       | 2008      |      |
| Skulptur Christus in der Rast                        | Kalkstein, 16. Jahrhundert                                                                                            | Neufchâteau, in der Kirche St-Christophe (Lage)            | PM88001170    | Classé       | 2008      |      |
| Kreuzreliquiar                                       | Holz, Silber, Kupfer, Ende des 15. Jahrhunderts                                                                       | Rouceux, im Kloster Saint-Esprit (Lage)                    | PM88001183    | Classé       | 2008      |      |
| Gemälde Porträt von Augustine Varenne                | Ölfarbe auf Leinwand, Holzrahmen, Ende des 18. Jahrhunderts                                                           | Rouceux, im Kloster Saint-Esprit (Lage)                    | PM88001184    | Classé       | 2008      |      |
| Gemälde Abendmahl                                    | Ölfarbe auf Leinwand, vergoldeter Holzrahmen, 18. Jahrhundert                                                         | Neufchâteau, in der Kirche St-Christophe (Lage)            | PM88000602    | Classé       | 1961      |      |
| Gemälde Kreuzabnahme                                 | Ölfarbe auf Leinwand, vergoldeter Holzrahmen, 18. Jahrhundert                                                         | Neufchâteau, in der Kirche St-Christophe (Lage)            | PM88000604    | Classé       | 1961      |      |
| Skulptur Madonna mit der Weintraube                  | Stein, farbig gefasst, 15. Jahrhundert                                                                                | Neufchâteau, in der Kirche St-Nicolas (Unterkirche) (Lage) | PM88000613    | Classé       | 1960      |      |
| Skulptur Madonna einer Kreuzigungsgruppe             | Holz, farbig gefasst, 15. Jahrhundert; 2014 gestohlen                                                                 | Neufchâteau, in der Kirche St-Nicolas (Unterkirche) (Lage) | PM88000624    | Classé       | 1960      |      |
| Retabel Anbetung der Hirten oder der Könige          | Stein, 16. Jahrhundert                                                                                                | Neufchâteau, im ehemaligen Hospital Saint-Esprit (Lage)    | PM88000631    | Classé       | 1909      |      |
| Glocke                                               | Bronze, 1747 gegossen                                                                                                 | Neufchâteau, im ehemaligen Hospital Saint-Esprit (Lage)    | PM88000633    | Classé       | 1922      |      |
| Pietà                                                | Kalkstein, 15. oder 16. Jahrhundert                                                                                   | Rouceux, im Kloster Saint-Esprit (Lage)                    | PM88001642    | Inscrit      | 2006      |      |
| Kelch                                                | Silber, vergoldet, Messing, um 1750                                                                                   | Rouceux, im Kloster Saint-Esprit (Lage)                    | PM88001644    | Inscrit      | 2006      |      |
| Skulptur eines Bischofs                              | Holz, farbig gefasst, versilbert und vergoldet, 18. Jahrhundert; 2014 gestohlen                                       | Neufchâteau, in der Kirche St-Nicolas (Unterkirche) (Lage) | PM88001622    | Inscrit      | 2005      |      |
| Gemälde Porträt von Anastasie Laurent                | Ölfarbe auf Leinwand, 1806                                                                                            | Rouceux, im Kloster Saint-Esprit (Lage)                    | PM88001650    | Inscrit      | 2006      |      |
| Kelch und Patene                                     | Silber, vergoldet, zweite Hälfte des 18. Jahrhunderts                                                                 | Rouceux, im Kloster Saint-Esprit (Lage)                    | PM88001653    | Inscrit      | 2006      |      |
| Tabernakel und Exposition mit acht Statuetten        | Holz, farbig gefasst und vergoldet, 1706                                                                              | Neufchâteau, im ehemaligen Hospital Saint-Esprit (Lage)    | PM88001167    | Classé       | 2008      |      |
| Antenpendium                                         | Stoff, mit Perlen bestickt, zweite Hälfte des 19. Jahrhunderts                                                        | Neufchâteau, in der Kirche St-Christophe (Lage)            | PM88001064    | Classé       | 1994      |      |
| Wandvertäfelung                                      | Holz, bemalt und vergoldet, zweite Hälfte des 18. Jahrhunderts                                                        | Neufchâteau, in der Kirche St-Christophe (Lage)            | PM88000598    | Classé       | 1907      |      |
| Skulptur Madonna mit Kind                            | Stein, 15. Jahrhundert                                                                                                | Neufchâteau, außen an der Kirche St-Christophe (Lage)      | PM88000599    | Classé       | 1907      |      |
| Skulpturengruppe François Marchand und seine Gattin  | Stein, 16. Jahrhundert                                                                                                | Neufchâteau, in der Kirche St-Nicolas (Lage)               | PM88000609    | Classé       | 1907      |      |
| Kanzel                                               | Holz, 18. Jahrhundert                                                                                                 | Neufchâteau, in der Kirche St-Nicolas (Unterkirche) (Lage) | PM88000612    | Classé       | 1907      |      |
| Skulpturengruppe Mariä Verkündigung                  | Stein, farbig gefasst, 17. Jahrhundert                                                                                | Neufchâteau, in der Kirche St-Nicolas (Unterkirche) (Lage) | PM88000614    | Classé       | 1960      |      |
| Skulpturengruppe Unterweisung Mariens                | Holz, farbig gefasst und vergoldet, 18. Jahrhundert; 2014 teilweise gestohlen                                         | Neufchâteau, in der Kirche St-Nicolas (Unterkirche) (Lage) | PM88000617    | Classé       | 1960      |      |
| Skulptur Heiliger Claudius                           | Holz, farbig gefasst und vergoldet, 18. Jahrhundert; 2014 gestohlen                                                   | Neufchâteau, in der Kirche St-Nicolas (Unterkirche) (Lage) | PM88000618    | Classé       | 1960      |      |
| Gemälde Heiliger Nikolaus                            | Ölfarbe auf Leinwand, vergoldeter Holzrahmen, 18. Jahrhundert                                                         | Neufchâteau, in der Kirche St-Nicolas (Lage)               | PM88000627    | Classé       | 1961      |      |
| Gemäldezyklus Marienleben                            | sechs Gemälde; Ölfarbe auf Leinwand, maroufliert, Holzrahmen, 1767                                                    | Neufchâteau, in der Kirche St-Nicolas (Unterkirche) (Lage) | PM88000628    | Classé       | 1969      |      |
| Pietà                                                | Stein, Anfang des 16. Jahrhunderts                                                                                    | Neufchâteau, in der Kirche St-Nicolas (Lage)               | PM88000629    | Classé       | 1964      |      |
| Skulptur Heilige Katharina                           | Stein, 16. Jahrhundert                                                                                                | Neufchâteau, im ehemaligen Hospital Saint-Esprit (Lage)    | PM88000630    | Classé       | 1909      |      |
| Chororgel                                            | Haupteintrag für PM88000637                                                                                           | Neufchâteau, in der Kirche St-Nicolas (Lage)               | PM88001153    | Classé       | 1984      |      |
| Instrumentalteil der Chororgel                       | möglicherweise von Jean-Nicolas Jeanpierre gebaut, 1895 von Henri Didier umgestaltet                                  | Neufchâteau, in der Kirche St-Nicolas (Lage)               | PM88000637    | Classé       | 1984      |      |
| Pietà                                                | Kalkstein, farbig gefasst, 16. Jahrhundert                                                                            | Neufchâteau, in der Kirche St-Christophe (Lage)            | PM88001888    | Inscrit      | 1988      |      |
| Skulptur Heilige Klara                               | Kalkstein, farbig gefasst, 16. oder 17. Jahrhundert                                                                   | Neufchâteau, in der Kirche St-Christophe (Lage)            | PM88001889    | Inscrit      | 1988      |      |
| 81 Reliquiare                                        | unterschiedliche Materialien, 18. und 19. Jahrhundert                                                                 | Rouceux, im Kloster Saint-Esprit (Lage)                    | PM88001646    | Inscrit      | 2006      |      |
| Gemälde Porträt von Adrien Bullet                    | Ölfarbe auf Leinwand, 1734                                                                                            | Rouceux, im Kloster Saint-Esprit (Lage)                    | PM88001654    | Inscrit      | 2006      |      |
| Gemälde Heiliger Claudius                            | Ölfarbe auf Leinwand, 1678                                                                                            | Neufchâteau, im ehemaligen Hospital Saint-Esprit (Lage)    | PM88001637    | Inscrit      | 2006      |      |
| Relief Pietà                                         | Kalkstein, 16. Jahrhundert                                                                                            | Neufchâteau, im ehemaligen Hospital Saint-Esprit (Lage)    | PM88001636    | Inscrit      | 2005      |      |
| Fragmente einer Kreuzigungsgruppe                    | Kalkstein, 16. Jahrhundert                                                                                            | Rollainville, in der Kirche St-Rémy (Lage)                 | PM88001726    | Inscrit      | 2006      |      |
| Skulptur Heiliger Sebastian                          | Stein, 16. Jahrhundert                                                                                                | Rollainville, in der Kirche St-Rémy (Lage)                 | PM88000823    | Classé       | 1985      |      |
| Gruft der Familie Lallemand                          | Kalkstein, zwischen 1878 und 1910, mit einem Kreuz von 1614                                                           | Rollainville, auf dem Friedhof (Lage)                      | PM88001729    | Inscrit      | 2006      |      |
| Gruft der Familie Gamas                              | Kalkstein, zwischen 1881 und 1900                                                                                     | Rollainville, auf dem Friedhof (Lage)                      | PM88001727    | Inscrit      | 2006      |      |
| Zwei Grabmale der Familie Noël                       | Kalkstein, um 1900 | Rollainville, auf dem Friedhof (Lage)                      | PM88001728    | Inscrit      | 2006      |      |